# Parti socialiste ouvrier espagnol d'Estrémadure
Le Parti socialiste ouvrier espagnol d'Estrémadure (en espagnol : Partido Socialista Obrero Español de Extremadura, PSOE-Ex) est la fédération territoriale du Parti socialiste ouvrier espagnol (PSOE) en Estrémadure.
Il est au pouvoir dans la communauté autonome entre 1983 et 2011, puis de 2015 à 2023, sous les présidences de Juan Carlos Rodríguez Ibarra puis Guillermo Fernández Vara, remportant systématiquement la majorité absolue à l'Assemblée, sauf en 1995 et 2015.

## Histoire

### Fondation et premières années
La fédération du Parti socialiste ouvrier espagnol (PSOE) en Estrémadure — qui n'existe pas alors en tant que communauté autonome — est fondée lors du Ier congrès régional. Il est célébré les 30 avril et 1er mai 1978 et voit la victoire de la tendance marxiste emmenée par Alfonso González Bermejo. Devenu secrétaire général, il abandonne le PSOE en février 1979, après que le comité fédéral du parti lui a préféré Luis Yáñez comme tête de liste aux élections générales dans la circonscription de Badajoz. Il n'est alors pas remplacé, et le IIe congrès de 1981 s'accorde pour constituer une direction constituée des deux commission exécutives provinciales.

## Secrétaires généraux
| Titulaire                    | Mandat                                                      | Fonction                                                                                       |
| ---------------------------- | ----------------------------------------------------------- | ---------------------------------------------------------------------------------------------- |
| Alfonso González Bermejo,    | 1er mai 1978 - 7 février 1979 (9 mois et 6 jours)           |                                                                                                |
| Direction collégiale         |                                                             |                                                                                                |
| Juan Carlos Rodríguez Ibarra | 10 avril 1988 - 18 juillet 2008 (20 ans, 3 mois et 8 jours) | Président d'Estrémadure (1983-2007)                                                            |
| Guillermo Fernández Vara     | 18 juillet 2008 – 23 mars 2024 (15 ans, 8 mois et 5 jours)  | Conseiller à la Santé (1996-2007) Président d'Estrémadure (2007-2011 ; 2015-2023)              |
| Miguel Ángel Gallardo (es)   | depuis le 23 mars 2024 (1 an, 4 mois et 25 jours)           | Maire de Villanueva de la Serena (2003-2024) Président de la députation de Badajoz (2015-2025) |

## Résultats électoraux

### Assemblée d'Estrémadure
| Année | Chef de file                 | Voix    | %        | #      | Sièges  | Gouvernement         |
| ----- | ---------------------------- | ------- | -------- | ------ | ------- | -------------------- |
| 1983  | Juan Carlos Rodríguez Ibarra | 296 939 | 53,02    | 1er    | 35 / 65 | Rodríguez Ibarra I   |
| 1987  | Juan Carlos Rodríguez Ibarra | 292 935 | 49,18 () | 1er () | 34 / 65 | Rodríguez Ibarra II  |
| 1991  | Juan Carlos Rodríguez Ibarra | 314 384 | 54,28 () | 1er () | 39 / 65 | Rodríguez Ibarra III |
| 1995  | Juan Carlos Rodríguez Ibarra | 289 149 | 43,94 () | 1er () | 31 / 65 | Rodríguez Ibarra IV  |
| 1999  | Juan Carlos Rodríguez Ibarra | 313 417 | 48,48 () | 1er () | 34 / 65 | Rodríguez Ibarra V   |
| 2003  | Juan Carlos Rodríguez Ibarra | 341 522 | 51,20 () | 1er () | 34 / 65 | Rodríguez Ibarra VI  |
| 2007  | Guillermo Fernández Vara     | 352 342 | 52,99 () | 1er () | 35 / 65 | Fernández Vara I     |
| 2011  | Guillermo Fernández Vara     | 290 045 | 43,45 () | 2e ()  | 30 / 65 | Opposition           |
| 2015  | Guillermo Fernández Vara     | 265 015 | 41,50 () | 1er () | 30 / 65 | Fernández Vara II    |
| 2019  | Guillermo Fernández Vara     | 287 619 | 46,77 () | 1er () | 34 / 65 | Fernández Vara III   |
| 2023  | Guillermo Fernández Vara     | 244 227 | 39,90 () | 1er () | 28 / 65 | Opposition           |

### Cortes Generales
| Année   | Chef de file                 | Congrès des députés | Congrès des députés | Congrès des députés | Congrès des députés | Sénat | Gouvernement                                  |
| Année   | Chef de file                 | Voix                | %                   | #                   | Sièges              | Sénat | Gouvernement                                  |
| ------- | ---------------------------- | ------------------- | ------------------- | ------------------- | ------------------- | ----- | --------------------------------------------- |
| 1977    | Felipe González              | 162 624             | 30,84               | 2e                  | 4 / 12              | 2 / 8 | Opposition                                    |
| 1979    | Felipe González              | 201 350             | 37,64 ()            | 2e ()               | 5 / 12              | 2 / 8 | Opposition                                    |
| 1982    | Felipe González              | 333 046             | 55,62 ()            | 1er ()              | 9 / 12              | 6 / 8 | González I                                    |
| 1986    | Felipe González              | 336 661             | 56,17 ()            | 1er ()              | 7 / 11              | 6 / 8 | González II                                   |
| 1989    | Felipe González              | 330 869             | 54,16 ()            | 1er ()              | 7 / 11              | 6 / 8 | González III                                  |
| 1993    | Felipe González              | 342 977             | 51,79 ()            | 1er ()              | 7 / 11              | 6 / 8 | González IV                                   |
| 1996    | Felipe González              | 339 903             | 48,78 ()            | 1er ()              | 6 / 11              | 6 / 8 | Opposition                                    |
| 2000    | Joaquín Almunia              | 293 831             | 45,24 ()            | 2e ()               | 5 / 11              | 2 / 8 | Opposition                                    |
| 2004    | José Luis Rodríguez Zapatero | 356 826             | 51,88 ()            | 1er ()              | 5 / 10              | 6 / 8 | Zapatero I                                    |
| 2008    | José Luis Rodríguez Zapatero | 365 752             | 52,73 ()            | 1er ()              | 5 / 10              | 6 / 8 | Zapatero II                                   |
| 2011    | Alfredo Pérez Rubalcaba      | 246 514             | 37,63 ()            | 2e ()               | 4 / 10              | 2 / 8 | Opposition                                    |
| 2015    | Pedro Sánchez                | 233 251             | 36,24 ()            | 1er ()              | 5 / 10              | 4 / 8 | Opposition                                    |
| 2016    | Pedro Sánchez                | 212 159             | 34,79 ()            | 2e ()               | 4 / 10              | 2 / 8 | Opposition (2016-2018), Sánchez I (2018-2019) |
| 04/2019 | Pedro Sánchez                | 250 180             | 38,38 ()            | 1er ()              | 5 / 10              | 6 / 8 | Sánchez I                                     |
| 11/2019 | Pedro Sánchez                | 227 447             | 38,69 ()            | 1er ()              | 5 / 10              | 6 / 8 | Sánchez II                                    |
| 2023    | Pedro Sánchez                | 245 165             | 39,08 ()            | 1er ()              | 4 / 9               | 4 / 8 | Sánchez III                                   |